# Pouteria martinicensis
Pouteria martinicensis är en tvåhjärtbladig växtart som först beskrevs av Jean Baptiste Louis Pierre, och fick sitt nu gällande namn av Henri Stehlé. Pouteria martinicensis ingår i släktet Pouteria och familjen Sapotaceae.
Artens utbredningsområde är Martinique. Inga underarter finns listade i Catalogue of Life.